# Ketters van Duin
Ketters van Duin (Engels: Heretics of Dune) is een sciencefictionroman uit 1984 van de Amerikaanse schrijver Frank Herbert, de vijfde in zijn Duin-boekenreeks van zes romans. Het werd door The New York Times gerangschikt als de nr. 13 hardcover-fictie-bestseller van 1984.

## Verhaal
Na de dood van Leto II heeft de mensheid geprobeerd haar pad door de oneindige ruimte voort te zetten. Velen zijn het Oude Rijk ontvlucht naar het onbekende, in een gebeurtenis die de Verstrooiing wordt genoemd. Het plot speelt zich vele duizenden jaren later af, wanneer de individuen die naar de verspreiding zijn gevlucht, terugkeren naar het binnenste van het bekende universum.